# Joseph Trần Xuân Tiếu
Joseph Trần Xuân Tiếu (Nam Dinh, 20 agosto 1944 – Long Xuyên, 7 gennaio 2025) è stato un vescovo cattolico vietnamita.

## Biografia
Joseph Trần Xuân Tiếu nacque il 20 agosto 1944 nel quartiere Lộc Hòa (all'epoca chiamato Phú Ốc) della città di Nam Dinh. Nel 1954 fuggì al sud insieme alla sua famiglia. Nel 1957, all'età di dodici anni, entrò nel seminario minore Pio XII per poi proseguire gli studi nel seminario San Giuseppe di Saigon. Nel 1965, terminato il seminario, fu inviato a Roma per completare gli studi di filosofia e teologia presso la Pontificia università urbaniana.
Tornato in patria, fu ordinato presbitero il 10 agosto 1974. Dopo l'ordinazione sacerdotale fu segretario del vescovo Michel Nguyễn Khắc Ngữ fino al 1995, quando fu nominato parroco della cattedrale di Long Xuyên, professore di teologia morale presso il seminario maggiore Thánh Quý di Cần Thơ e vicario generale della diocesi.

### Ministero episcopale
Il 3 giugno 1999 papa Giovanni Paolo II lo nominò vescovo coadiutore di Long Xuyên. 
Ricevette l'ordinazione episcopale il 29 giugno seguente per imposizione delle mani del vescovo Jean Baptiste Bùi Tuần. 
Succedette alla medesima sede il 2 ottobre 2003, giorno del ritiro del suo predecessore.
In seno alla conferenza episcopale del Vietnam fu, per due mandati consecutivi, presidente della commissione per i laici dal 2010 al 2016.
Nel corso degli anni si impegnò nel chiedere al governo la restituzione del vecchio seminario San Tommaso, sequestrato nel 1976 in seguito alla riunificazione del paese, per poter riprendere le attività formative, richiesta in seguito accolta nel settembre 2018.
Resse la diocesi per più di quindici anni, rassegnando le proprie dimissioni il 23 febbraio 2019 all'età di 74 anni.
Morì il 7 gennaio 2025 a Long Xuyên all'età di 80 anni.

## Genealogia episcopale e successione apostolica
La genealogia episcopale è:
- Patriarca Eliya XII Denha
- Patriarca Yukhannan VIII Hormizd
- Vescovo Isaie Jesu-Yab-Jean Guriel
- Arcivescovo Augustin Hindi
- Patriarca Yosep VI Audo
- Patriarca Eliya XIV Abulyonan
- Patriarca Yosep Emmanuel II Thoma
- Vescovo François David
- Arcivescovo Antonin-Fernand Drapier, O.P.
- Arcivescovo Pierre Martin Ngô Đình Thục
- Vescovo Michel Nguyễn Khắc Ngữ
- Vescovo Jean Baptiste Bùi Tuần
- Vescovo Joseph Trần Xuân Tiếu

La successione apostolica è:
- Vescovo Joseph Trần Văn Toản (2014)